# Felix Gmür
Felix Gmür, né le 7 juin 1966 à Lucerne, est un évêque suisse de l'Église catholique romaine. Évêque de Bâle depuis le 23 novembre 2010. Il succède à Kurt Koch à la tête du diocèse de Bâle. Il est docteur en philosophie et licencié en théologie.

## Biographie
Felix Gmür commence à étudier la philosophie à la faculté de philosophie de l'université de Munich en 1986. Il obtient sa licence en philosophie au Centre Sèvres de Paris en 1990. Après sa licence en philosophie, il étudie la théologie à l'université de Fribourg et celle de Munich, obtenant sa licence en théologie en 1994.
Poursuivant avec un doctorat en philosophie à Munich, obtenu en 1997, il étudie en parallèle l'histoire de l'art.
Pendant ses études à Munich, il est séminariste au séminaire diocésain du diocèse de Munich "Georgianum ducal (de)".
En 1997, il entreprend son stage pastoral dans le diocèse de Bâle, en travaillant d'abord comme assistant pastoral et plus tard comme un diacre dans la paroisse de S. Antonio à Bâle. Il est ordonné prêtre le 30 mai 1999 à Lucerne pour le diocèse de Bâle par Kurt Koch.
Après son ordination presbytérale, il devient vicaire, puis administrateur de la paroisse de Saint-Antonio à Bâle jusqu'en 2001.
Il reprend ensuite des études d'exégèse à l'université pontificale grégorienne à Rome.
De 2004 à 2006 il est nommé vice-recteur du grand séminaire du diocèse de Bâle, à Lucerne, tout en travaillant dans les paroisses de Menzingen et Neuheim.
Il est secrétaire général de la conférence des évêques suisses de 2006 à sa nomination en tant qu'évêque de Bâle en 2010.

## Évêque
Élu le 8 septembre 2010 par le chapitre de la cathédrale de Soleure, puis confirmé par la pape Benoît XVI le 23 novembre 2010. Il a été ordonné le 16 janvier 2011 en l'église d'Olten par le cardinal Kurt Koch, assisté par les évêques Norbert Brunner, évêque de Sion et Robert Zollitsch, archevêque de Fribourg-en-Brisgau.
Le 5 septembre 2018, il est élu comme président de la conférence des évêques suisses à la suite de Charles Morerod.
En 2023, il est accusé de non-dénonciation d'abus sexuels,,. Dans ce cadre, le Dicastère pour les évêques lui adresse un « avertissement manque de prudence et inattention », pour avoir commis une erreur de procédure dans le cadre de transmission du dossier à un autre ordinaire, et pour avoir tardivement annoncé les accusations au Dicastère pour la Doctrine de la Foi. 
Dans une interview le 24 septembre 2023, il appelle à la fin du célibat obligatoire pour les prêtres, et se déclare favorable à l'ordination de femmes.
Le 4 décembre 2024, Charles Morerod est élu pour prendre sa suite comme président de la CES pour la période 2025-2027.